# アイアンドエーエス
株式会社アイアンドエーエス（英: i&AS Inc.）は、東京都千代田区に本社を置き、ISホールディングスグループのアプリケーションサービスプロバイダ（ASP）事業を展開する日本の企業。株式会社ISホールディングスの完全子会社。

## 沿革
- 2000年（平成12年）
  - 5月 - ASP事業を主体とした、株式会社アイアンドエーエスを設立。資本金2,000万円。
  - 6月 - ASPサービス「i-ASPサービス」発表。
- 2005年（平成17年）1月 - 特定業種向けASPサービス（FX-ASP）サービス開始。
- 2006年（平成18年）7月 - 業務拡張に伴い、コンピュータ機器の一新及び最新鋭データセンターへ移転。
- 2008年（平成20年）
  - 4月 - 持株会社化に伴い、本社を東京都千代田区丸の内へ移転。
  - 8月 - 大阪市堂島に第2データセンター開設。
  - 12月 - 業務拡張に伴い、東京サイトデータセンターを4倍規模のデータセンターへ移転。
- 2011年（平成23年）4月 - iPhone対応「FX-ASP」をリリース。
- 2012年（平成24年）2月 - Android対応「FX-ASP」をリリース。HTML5版対応（FX-ASP）をリリース。
- 2016年（平成28年）10月 - Android版証券取引システムリリース。
- 2017年（平成29年）
  - 1月 - iPhone版証券取引システムリリース。
  - 9月 - HTML版対応「FX-ASP」をリリース。
- 2018年（平成30年）
  - 3月 - リッチクライアント版証券取引システムリリース。
  - 10月 - くりっく株365取引システムリリース。
- 2021年（令和3年）
  - 2月 - Android版 FXアプリの新バージョンリリース。
  - 6月 - iPhone版 FXアプリの新バージョンリリース。
  - 11月 - モーションレコーダーシステムリリース。
- 2022年（令和4年）
  - 10月 - 電子クーポンクラウドサービスリリース。